# Apoda limacodes
The Festoon (Apoda limacodes) là một loài bướm đêm thuộc họ Limacodidae. Nó được tìm thấy ở châu Âu. 
Sải cánh dài 20–30 mm. Con trưởng thành bay từ tháng 6 đến tháng 7. 
Ấu trùng ăn oak và beech.

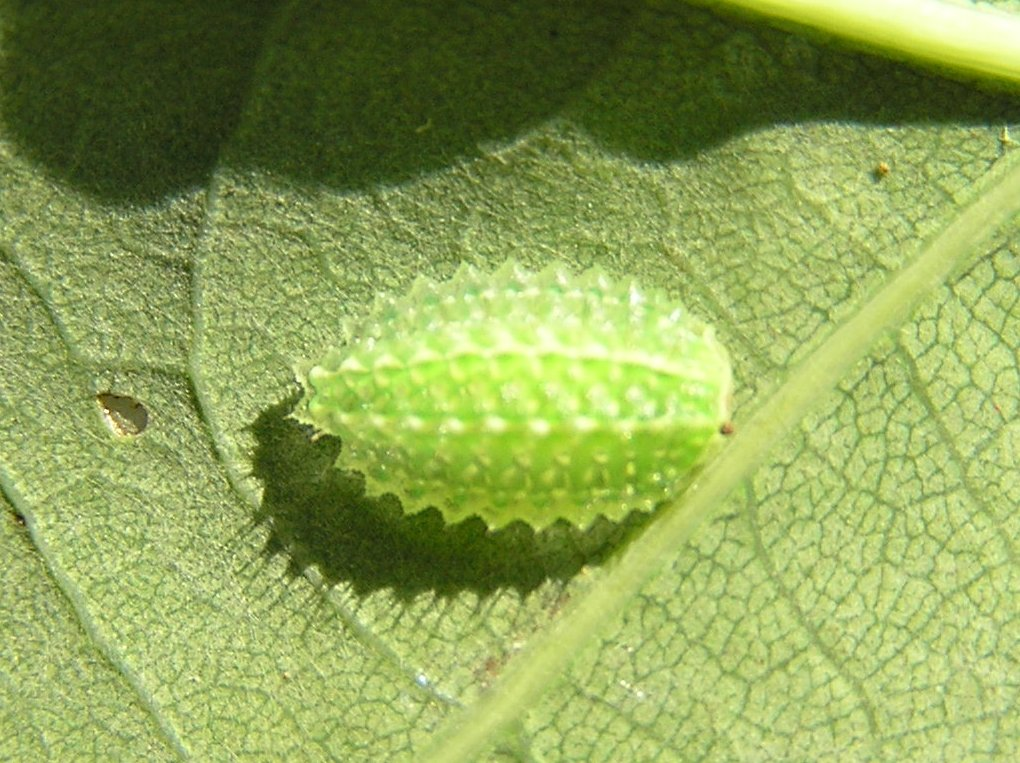
Sâu bướm
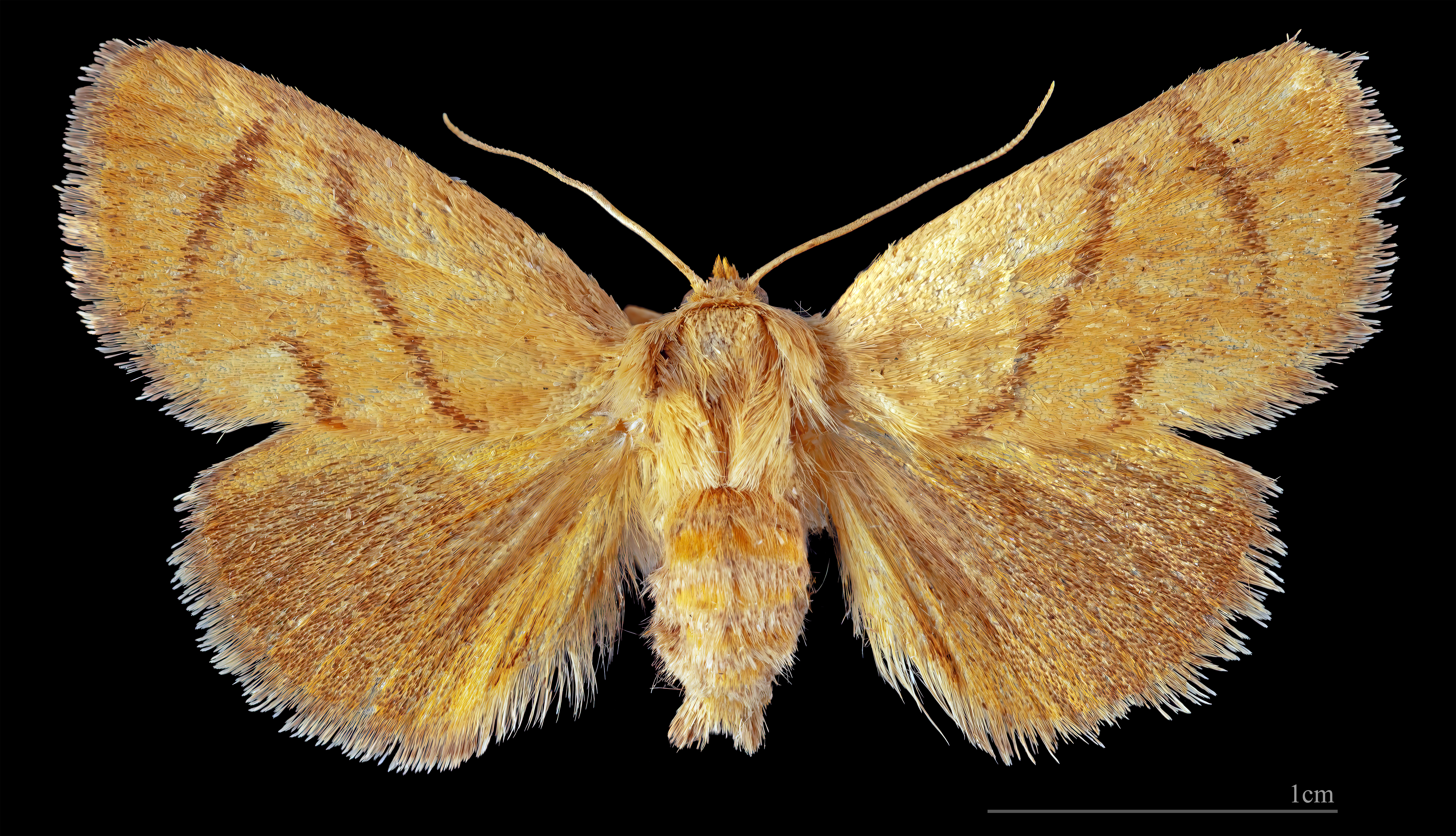
♂
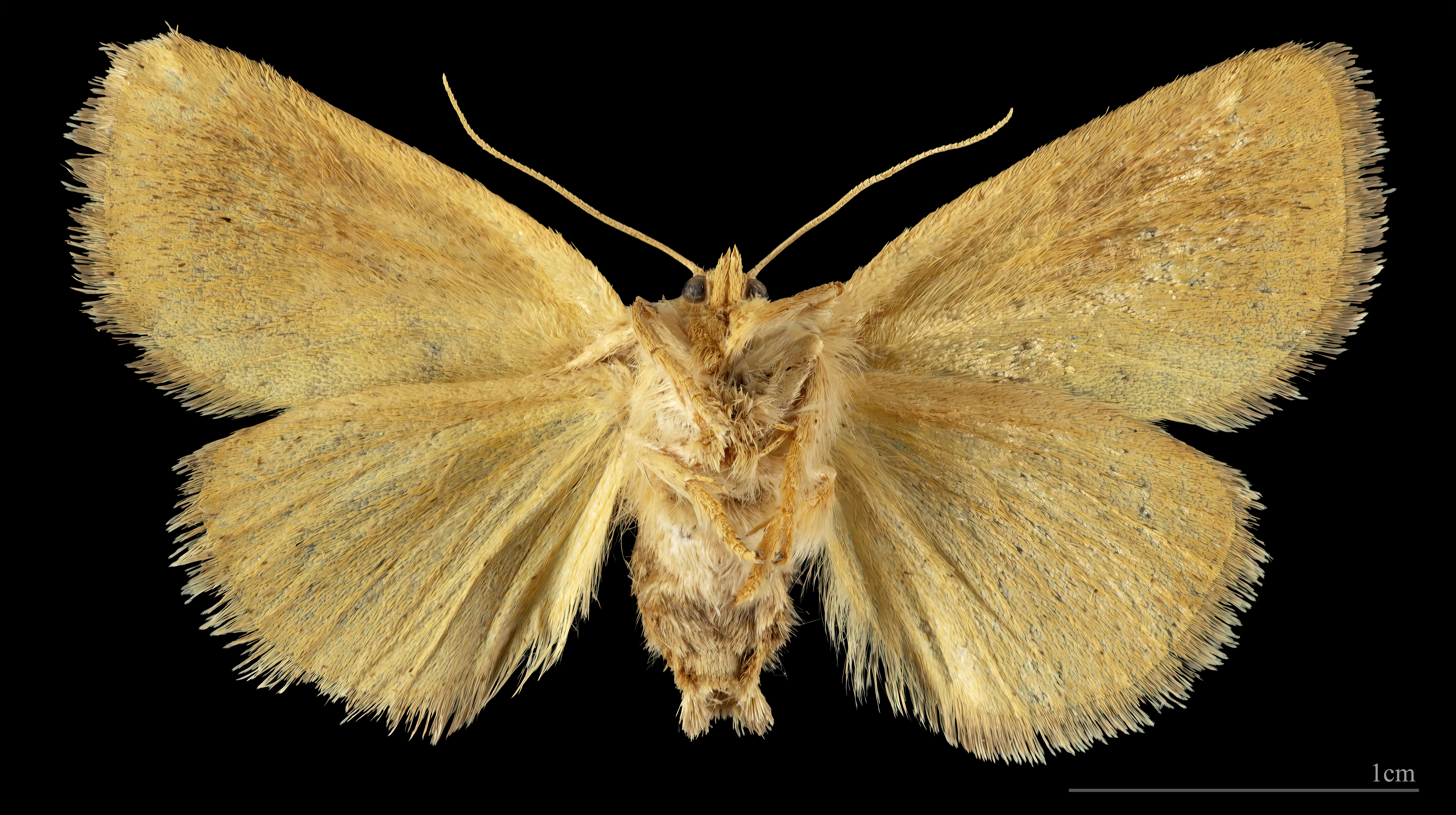
♂ △